# Farid Boulaya
Farid Boulaya (Vitrolles, Francia, 25 de febrero de 1993) es un futbolista argelino-francés que juega de centrocampista en el Al-Wakrah S. C. de la Liga de fútbol de Catar.

## Biografía
Su carrera deportiva comenzó en la cantera del F. C. Istres; en 2013 firmó su primer contrato profesional. Fue llamado por el equipo de Argelia sub-20 años, pero no fue seleccionado para participar en la Copa Africana de Naciones. Después de una difícil temporada 2014-15, se unió al FA Clermont en el verano de 2015.
Llegó en verano de 2017 al Girona F. C. para jugar en la Primera División de España, como una apuesta personal de Quique Cárcel, pero los problemas de adaptación, sumados a la falta de ritmo por culpa de las lesiones, le cortaron una proyección que parecía lanzada cuando este jugaba en Francia.[cita requerida] En enero de 2018 el Girona F. C. confirmó su baja de la plantilla en el mercado de invierno; se fue al F. C. Metz francés cedido hasta final de temporada, pero con opción de compra obligada para el entonces colista de la Ligue 1.
El 20 de agosto de 2022, tras haber quedado libre al expirar su contrato, firmó por el Al-Gharafa S. C. catarí. Allí estuvo dos años y en septiembre de 2024 fichó por el Al-Wakrah S. C.